# Raquel Martínez-Gómez
Raquel Martínez-Gómez López (Albacete, 1973) és una escriptora i investigadora espanyola, guanyadora del Premi de Literatura de la Unió Europea el 2010. La seva última novel·la publicada és La máscara el rey maya (Planeta México, 2023)

## Biografia
Va néixer a Albacete el 1973. Es va iniciar en la literatura en la infantesa. Es va doctorar en Ciències de la Informació per la Universitat Complutense de Madrid i es va especialitzar en Relacions Internacionals.
Va obtenir el màster en Literatura Moderna Contemporània, Cultura i Pensament per la Universitat de Sussex al Regne Unit. Ha treballat en països com Mèxic, Argentina o Cuba.
En la seva faceta literària ha estat guardonada amb diversos premis entre els quals destaca el Premi de Literatura de la Unió Europea de 2010 per la seva novel·la Sombras de Unicornio. També és autora dels llibres Del color de la lava (2003) i Los huecos de la memoria (2018).